# Іонешень (Вирфу-Кимпулуй, Ботошань)
Іонешень, Іонешені (рум. Ionășeni) — село у повіті Ботошані в Румунії. Входить до складу комуни Вирфу-Кимпулуй.
Село розташоване на відстані 375 км на північ від Бухареста, 22 км на захід від Ботошань, 116 км на північний захід від Ясс.

## Населення
За даними перепису населення 2002 року у селі проживали 975 осіб, усі — румуни. Усі жителі села рідною мовою назвали румунську.